# دروازه ساعات
دروازه ساعات یک مجموعه تلویزیونی محصول سال ۱۳۸۸ به کارگردانی، نویسندگی و تهیه‌کنندگی سیدجواد هاشمی می‌باشد که از شبکه سه پخش شد.

## بازیگران
- عنایت الله شفیعی
- احمد علامه دهر
- اسرافیل علمداری
- حسین میرزائیان
- ساناز خباز
- سیدمحمد تقی رفقی
- شیوا بلوریان
- عارف برهمن
- علی سلیمانی
- مجید فروغی
- محبوبه بیات
- محمدعلی سلیمان تاش
- مرجان قمری
- یاسمن راد
- یوسف طاهریان